# Rytmikpedagogik
Rytmikpedagogik är en pedagogisk metod baserad på rytmik för att lära musik genom rörelse samt en egen uttrycksform. Eleverna utvecklar gehör, taktkänsla, rytmkänsla, koordination, improvisation, dans genom att sjunga, klappa, gå, spela musikinstrument, dansa, härma m.m. Målgruppen sträcker sig från små barn via musikstudenter till musiker och dansare till allmänt musikintresserade personer. Det finns också rytmiklärare som arbetar med personer med inlärningssvårigheter eller med rehabilitering.
Pedagogiken utarbetades bland annat av den schweiziske kompositören, musikern och pedagogen Émile Jaques-Dalcroze (1865-1950). Genom att studera sina elever kom han fram till att om man ska lära sig spela en komplicerad rytm på sitt instrument, blir det lättare att lära sig att utföra finmotoriken om man först har tränat komplexa rytmer med hela kroppen. Dagens rytmikpedagogik har utvecklats till en modern musikpedagogik. Ett vidsträckt förhållningssätt till lärande.
Lärare i musik med rytmikinriktning utbildas i Sverige vid musikhögskolorna i Musikhögskolan i Malmö, Musikhögskolan vid Örebro universitet och Kungliga Musikhögskolan i Stockholm.